# Gilberto M. Navarro
Gilberto Manuel Navarro (Dolores Hidalgo, Guanajuato, 1877 - Ciudad de México, 1919) fue un militar,  revolucionario y político mexicano. Formó parte del Congreso Constituyente de Querétaro de 1916-1917, órgano encargado de redactar la nueva Constitución de 1917.

## Biografía

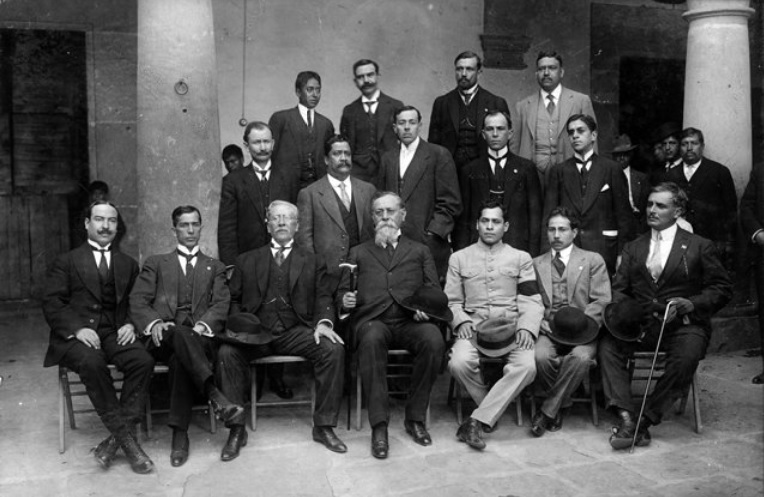
Venustiano Carranza con los diputados representantes de Guanajuato, 1916.

Nació en Dolores Hidalgo, Guanajuato, el 4 de febrero de 1877. Realizó los estudios primarios en su ciudad natal y en 1894 se trasladó a la Ciudad de México, junto a su madre y sus tres hermanos, en busca de mejores oportunidades económicas. En la capital se desempeñó como agente de ventas para empresas estadounidenses.
Fue partidario de los ideales antirreeleccionistas de Francisco I. Madero, se dedicó a propagar la causa maderista y a fundar clubes políticos en diferentes lugares de la República, razones por las que fue perseguido por el gobierno de Porfirio Díaz.
Navarro participó al lado de Madero en los sucesos de la Decena Trágica y, tras el asesinato del presidente por parte de Huerta, acompañó al cadáver, los deudos y simpatizantes al Panteón Francés, demostrando su lealtad al maderismo y como afrenta al gobierno golpista de Victoriano Huerta.
Tras el triunfo del carrancismo, Gilberto M. Navarro fue electo diputado para el Congreso Constituyente de Querétaro en 1916-1917, representando al 15.º Distrito del Estado de Guanajuato, cuya cabecera era su ciudad natal, Dolores Hidalgo. Como diputado suplente lo acompañó Sábas González Rangel. La nueva Constitución fue promulgada el 5 de febrero de 1917.
Posterior a su trabajo legislativo fue nombrado Director de la Prisión Militar de Santiago Tlatelolco y un año después designado para organizar el Cuerpo Nacional de Inválidos.
Murió en la Ciudad de México el día 26 de enero de 1919. Sus restos reposan en el Lote de los Constituyentes del Panteón Civil de Dolores.